# Сайпл, Пол
Пол Сайпл (англ. Paul Allman Siple, 18 декабря 1908, Монтпелье, Огайо — 25 ноября 1968, Арлингтон, Виргиния) — американский географ и полярный исследователь.
Он участвовал в 6 полярных экспедициях. Во время второй антарктической экспедиции Ричарда Бэрда (1939—1941) принимал участие в экспериментах к определению Ветро-холодового индекса.
Сайпл был первым научным руководителем антарктической станции Амундсен-Скотт (1956—1957).
В его честь назван Берег Сайпла, антарктическая станция, остров и вулкан.
Сайпл написал 4 книги:
- A Boy Scout with Byrd, издана зимой 1931 г.
- Exploring At Home, в сентябре 1932 г.
- Scout to Explorer, 1936 г.
- 90 Degrees South, 1959 г.

## Награды
- Медаль Хаббарда, 1958
- Silver Buffalo Award, 1947
- Distinguished Service Award of the Order of the Arrow, 1958
- David Livingstone Centenary Medal, 1958